# 小高恵美
小高 恵美（、1972年（昭和47年）5月9日 - ）は、日本の女優。東宝芸能に所属していた。本名同じ。

## 人物
神奈川県横浜市出身。堀越高等学校卒業。叔父は俳優の小高雄二、外縁の叔母は女優の清水まゆみ。
出生地は母の実家のある栃木県。その後東京都内に転居した後に、祖父が町医者を務めていた逗子市内に転居。
小高雄二・清水まゆみの叔父夫妻からは石原裕次郎の話を良くしてもらったといい、映画にも連れて行ってもらったという。小学生の時はチェッカーズ、中学生の時は仲村トオルのファンであったという。小学1年生の時に見た堺正章主演のテレビドラマ『西遊記』（1978年）が大好きで夢に見るほどだったといい、女優になってから堺に会った際に握手をしてもらったという。
小学4年生の時に三浦郡葉山町、小学6年生の時に横浜市内に転居するが、通っていたのは逗子市内の小学校のままだったので、電車で1時間ほどかけて通学していた。

## 略歴
中学時代は病的な胃弱や低血圧に苦しみ、校庭の隅で胃下垂防止の逆立ちを行うことを医師から日課にするよう指示されるほどであった。そんな自分を変えたい一心で、小高雄二・清水まゆみの叔父夫妻からも後押しされる形で応募した、1987年に開催された第2回『東宝「シンデレラ」オーディション』でグランプリに選ばれる。歌唱審査では童謡の「もみじ」を歌い、実妹とデュエットしたエピソードを披露。同年公開の映画『竹取物語』で女優デビューした。同作品で第11回日本アカデミー賞新人俳優賞を受賞。
1988年3月、シングル「早春の駅」で歌手デビュー。当時はアイドル歌手のような売り出し方で、キャッチフレーズは「コンセプトは…正統派。」「野に咲く歌声」。その直後、『花のあすか組!』（フジテレビ）のオーディションを受け主演に抜擢、長い髪をバッサリ切りボーイッシュかつ活発なキャラクターに変貌する。第1話で髪を切るシーンは、実際にハサミで自分の髪を切っている。同番組では、いじめられっ子から一転、裏番組織と戦う女子中学生役を演じた。その後も、映画、テレビドラマ、ミュージカルなどに多数出演した。しかし元来病弱な上に、遠距離通学・通勤が重なりながらも芸能活動を行っていたため、後述のような引退に繋がった。

### ゴジラシリーズ
小高は、『ゴジラvsビオランテ』（1989年）から『ゴジラvsデストロイア』（1995年）まで、6作連続で一貫して超能力少女・三枝未希（さえぐさ みき）役を演じた。ゴジラシリーズの長い歴史の中でも、同一俳優が同一役柄で6作も出演しているのは小高だけである。サンリオピューロランドのアトラクション「夢のタイムマシン」で1994年から1997年に上映された3D映画『怪獣プラネットゴジラ』にも同役で出演した。
当初はゴジラに対して怪獣としてのイメージしかなく、初めてスーツを見たときも怖くて近寄れなかったというが、出演を重ねるにつれ哀愁を帯びたゴジラの後ろ姿が当時の理想の男性像になっていったと語っている。
また、初期は役に入るのに時間がかかり、現場でも撮影に関係のない話はせずにいたが、『ゴジラvsメカゴジラ』のころからは10分程度で切り替えられるようになり、共演者とも雑談を交わせるようになったという。同作品ほかで共演した大沢さやかは、プライベートでは1歳違いの小高とは仲良くしていたが、撮影現場では役の雰囲気に入っており気易く話しかけられなかったと述懐している。
ゴジラ映画では、他のドラマと異なり、火薬やスモークを用いたり高所で芝居したりするなど怖い思いをすることもあったが、その中で集中して芝居ができると自身がこの仕事を好きだと実感できて幸せであったと述べている。また、高所恐怖症であったが、役になりきることでヘリコプターから顔を乗り出す演技をまったく怖がらずにできたという。
自身が出演したゴジラ映画の中では『ゴジラvsモスラ』を一番好きな作品に挙げている。

### 女優引退後
2000年（平成12年）に大阪松竹座で上演された朝日放送ミュージカル『火の鳥』の出演を、体調不良を理由に辞退。その後、東宝芸能を退社し、女優業を引退した。
その後、公には消息不明の状態が続いたが、2010年9月25日のイベント『大怪獣サミット12』において、音声のみであるが小高本人のメッセージが流れた。2012年にはゴジラファンに向けたインタビューにも答えており、その模様はアスキーメディアワークスから発行された『平成ゴジラパーフェクション』に記載された。
2015年3月発売、富山省吾『ゴジラのマネジメント プロデューサーとスタッフ25人の証言』（KADOKAWA）のpp. 192 - 197では、著者の富山との対談が掲載された（近影あり）。これによると、小高は女優引退時、高井英幸・東宝芸能社長（当時）から、「僕は娘たちにいろんなバイトを学生時代にさせてる」という話を聞き、「私、辞めたらいろんなバイトしよう」と思った小高は、パソコン、事務、イタリアンレストラン、化粧品販売など多様な仕事を経験した。
2015年12月に発売された『ゴジラvsビオランテ コンプリーション』（ホビージャパン刊）でも、インタビュー（近影あり）に応じた。
2019年10月に京都みなみ会館で開催された「超大怪獣大特撮大全集R 小高恵美映画祭」に参加。
2020年12月19日にNHK BSプレミアムで放送した『ゴジラとヒロイン』にVTRインタビューで出演した。
2022年11月3日開催の「ゴジラ・フェス 2022」で公開されたフルCGショートムービー『ゴジラVSガイガンレクス』のナレーションを担当した。
2022年11月、デビュー35周年を記念した「小高恵美アニバーサリープロジェクト」の一環で製作される『HOSHI 35/ホシクズ』（2023年10月公開）に、主演として『ゴジラvsデストロイア』以来、約28年ぶりの映画出演を果たした。

### 趣味・特技
趣味・特技は水泳。
落ち込んだ時には大きな建物を見ると、素晴らしい建物を作った人物の存在を感じられ立ち直ることができると述べている。

## 出演

### テレビドラマ
- 花のあすか組! （1988年、フジテレビ）[25] - 九楽あすか 役
- 男たちの激突！ （1988年、フジテレビ）
- さよならは一度だけ…（1988年、フジテレビ）
- 土曜ドラマ（NHK）
- ときめき宣言 （1989年）
  - 家族旅行（1995年） - 北村愛子 役
  - 青春家族 （1989年） - 佐藤明子 役
- ヘイ!あがり一丁（1989年） - 浅倉ひとみ 役
- いけない女子高物語 （1990年） - マリエ 役
- 外科医有森冴子 第5話「恋の集中治療室」 （1990年）
- ザ・刑事 第23話「捜査秘話!署長の娘が殺人犯!?」（1990年） - 寿真理子 役
- ハイスクール大脱走 （1991年） - 亮子 役
- 源氏九郎颯爽記・秘剣揚羽の蝶（1991年、テレビ朝日）
- 源氏物語 上の巻・下の巻 （1991年）
- 映画みたいな恋したい「ある愛の詩」（1991年、テレビ東京）
- 二組の、ちょっといい夫婦（1992年、TBS）
- あなただけ見えない （1992年） - 雨野五十鈴 役
- さくら家の人々（1992年） - たまちゃん 役
- 世にも奇妙な物語 春の特別編「シャドゥ・ボクサー」 （1992年）
- 家政婦は見た! 「命を張った好奇心、秋子が惚れた極道の危険な秘密」 （1992年）
- 腕におぼえあり2 第5話「道楽息子」 （1992年） - おもん 役
- ネオドラマ「水辺のスケッチ」（1992年、テレビ朝日）
- 往診ドクターの事件カルテ 第9話「アイドル女優の妊娠」（1992年）
- 君たちがいて僕がいる（1992年） - 平井みち子
- 風林火山（1992年、NTV）- 於里 役
- 水戸黄門（TBS）
  - 第22部 第5話「陰謀渦巻く大井川 -島田-」（1993年） - 菊姫 役
  - 第25部 第5話「陰謀砕く葛の糸」（1997年）- 弓岡千春 役
- 藤田まことの丹下左膳3「江戸城狙わる！義賊暗闇小僧を追う左膳と大岡越前」（1993年、テレビ朝日）
- ゴールデンボーイズ - 1960笑売人ブルース（1993年、NTV)
- 金曜エンタテイメント（フジテレビ）
  - ざけんなョ!!5「世界で一番不幸な男」（1993年）
  - 西村京太郎サスペンス 四国情死行（1996年）
  - せつない探偵 柚木草平の殺人レポート1 - 3 （1996年 - 1997年）
  - ゴミ事件弁護士 梅木桃子の六法全書（1997年）
  - 腕まくり看護婦物語8「みちのく旅情編」（1997年）
  - ド借金夫婦の名推理（1998年）
  - 赤い霊柩車 「大江山鬼伝説殺人事件」（1998年） - 中田雪子 役
  - ツインズな探偵2 〜ホステス保険金殺人の罠〜（2000年） - 松宮幸恵 役
- ギャートルズ～旅立ち（バック・トゥ・ザ・ギャートルズ・デイズ） (1993年、NHK BS2)  - マイタリ 役
- HOTEL シーズン3 第15話 「ホテルの味!?」（1994年、TBS)  - 岸田紀子 役
- 名奉行 遠山の金さん 第7シリーズ 第15話「肝っ玉母さんと邪教の女」（1996年） - 白蓮院/おきぬ 役
- 古畑任三郎 2nd Season 第14回「しゃべりすぎた男」 （1996年） - 稲垣啓子 役
- さむらい探偵事件簿 第14話「洒落にならない男」 （1997年）
- ドラマ新銀河 木綿のハンカチ〜ライトウインズ物語（1997年、NHK総合）- 小野恵 役
- 白衣のふたり （1998年） - 市川千夏 役
- はみだし刑事情熱系 第4シリーズ 第17話「男と女…哀しき再会 25年目の冬の銃弾!」 （2000年） - 若林孝子 役

### 映画
- 竹取物語（1987年） - 明野 役 「第11回日本アカデミー賞」新人俳優賞受賞[9]
- ゴジラシリーズ - 三枝未希 役[11]
  - ゴジラvsビオランテ（1989年）
  - ゴジラvsキングギドラ（1991年）
  - ゴジラvsモスラ（1992年）
  - ゴジラvsメカゴジラ（1993年）
  - ゴジラvsスペースゴジラ（1994年）
  - ゴジラvsデストロイア（1995年）
- シュート!（1994年） - 北原美奈子 役
- HOSHI 35/ホシクズ（2023年）[23] - アキ 役

### オリジナルビデオ
- 平成恋愛大図鑑 土下座物語（1991年、バンダイビジュアル）

### 舞台
- アンの愛情（1991年） - アン・シャーリー 役
- レインボー通りの人びと（1992年）
- ラヴ・レターズ （1993年） - メリッサ 役
- 屋根の上のバイオリン弾き（1994年、1996年、1998年） - チャヴァ 役
- 魔女の宅急便（1995年）- キキ 役
- ピーターパン（1996年） - ウェンディ 役
- 深川しぐれ（1997年）
- 続・名古屋嫁入り物語（1998年）

### CM
- ニッセイ 青春と走る保険 「JUST」「BIG・YOU」
- 日本たばこ産業「HALFTIME」
- アピデ「ギフトはアピデ」

### ラジオ
- おちゃめな夜だよいたずらレモン（ニッポン放送） - 1989年4月 - 1990年3月　高岡早紀、藤谷美紀と共演

### その他
- 怪獣プラネットゴジラ（1994年 - 1998年、サンリオピューロランドアトラクション） - 三枝未希 役[11]
- ゴジラVSガイガンレクス（2022年、イベント上映） - 声の出演

## ディスコグラフィ

### シングル
| 枚               | 発売日           | タイトル                   | c/w              | 形態             | 規格品番         |
| ポニーキャニオン | ポニーキャニオン | ポニーキャニオン           | ポニーキャニオン | ポニーキャニオン | ポニーキャニオン |
| ---------------- | ---------------- | -------------------------- | ---------------- | ---------------- | ---------------- |
| 1st              | 1988年3月21日    | 早春の駅                   | どうしてですか   | EP               | 7A-0831          |
| 1st              | 1988年3月21日    | 早春の駅                   | どうしてですか   | 8cmCD            | S10A-0015        |
| 2nd              | 1988年7月6日     | BLUE WIND                  | 砂の時期         | EP               | 7A-0871          |
| 2nd              | 1988年7月6日     | BLUE WIND                  | 砂の時期         | 8cmCD            | S10A-0139        |
| 3rd              | 1988年11月21日   | 逢うたびあなたを好きになる | 恋が寒いNovember | EP               | 7A-0927          |
| 3rd              | 1988年11月21日   | 逢うたびあなたを好きになる | 恋が寒いNovember | 8cmCD            | S10A-0217        |
| 4th              | 1989年3月21日    | 情熱のささやき             | 春風MEMORY       | EP               | 7A-0963          |
| 4th              | 1989年3月21日    | 情熱のささやき             | 春風MEMORY       | 8cmCD            | S10A-0254        |
| 5th              | 1989年8月30日    | 週末のシンデレラたち       | スタンス         | 8cmCD            | S7A-11037        |
| 6th              | 1991年2月21日    | いま、風の中で             | 海をふたりじめ   | 8cmCD            | PCDA-00157       |

### アルバム

#### オリジナル・アルバム
|                  | 発売日           | タイトル         | 規格             | 規格品番         |
| ポニーキャニオン | ポニーキャニオン | ポニーキャニオン | ポニーキャニオン | ポニーキャニオン |
| ---------------- | ---------------- | ---------------- | ---------------- | ---------------- |
| 1st              | 1988年9月7日     | MILKY COTTON     | LP               | C25A-0663        |
| 1st              | 1988年9月7日     | MILKY COTTON     | CD               | D30A-0389        |
| 2nd              | 1989年11月29日   | Powder Snow      | CD               | PCCA-00027       |

#### ベスト・アルバム
|                  | 発売日           | タイトル                       | 規格             | 規格品番         |
| ポニーキャニオン | ポニーキャニオン | ポニーキャニオン               | ポニーキャニオン | ポニーキャニオン |
| ---------------- | ---------------- | ------------------------------ | ---------------- | ---------------- |
| 1st              | 2002年8月21日    | Myこれ!クション 小高恵美ベスト | CD               | PCCA-01736       |

### タイアップ曲
| 楽曲                 | タイアップ                                                                             | 収録作品                         |
| -------------------- | -------------------------------------------------------------------------------------- | -------------------------------- |
| 早春の駅             | フジテレビ系『花のあすか組!』挿入歌                                                    | シングル「早春の駅」             |
| BLUE WIND            | フジテレビ系ドラマ『花のあすか組!』主題歌                                              | シングル「BLUE WIND」            |
| 週末のシンデレラたち | 東京国際映画祭 イメージ・ソング                                                        | シングル「週末のシンデレラたち」 |
| いま、風の中で       | スミセイ・ミュージカル・ファンタジー『赤毛のアン』シリーズ『アンの愛情』イメージソング | シングル「いま、風の中で」       |